# كرة أرضية (مجسم)

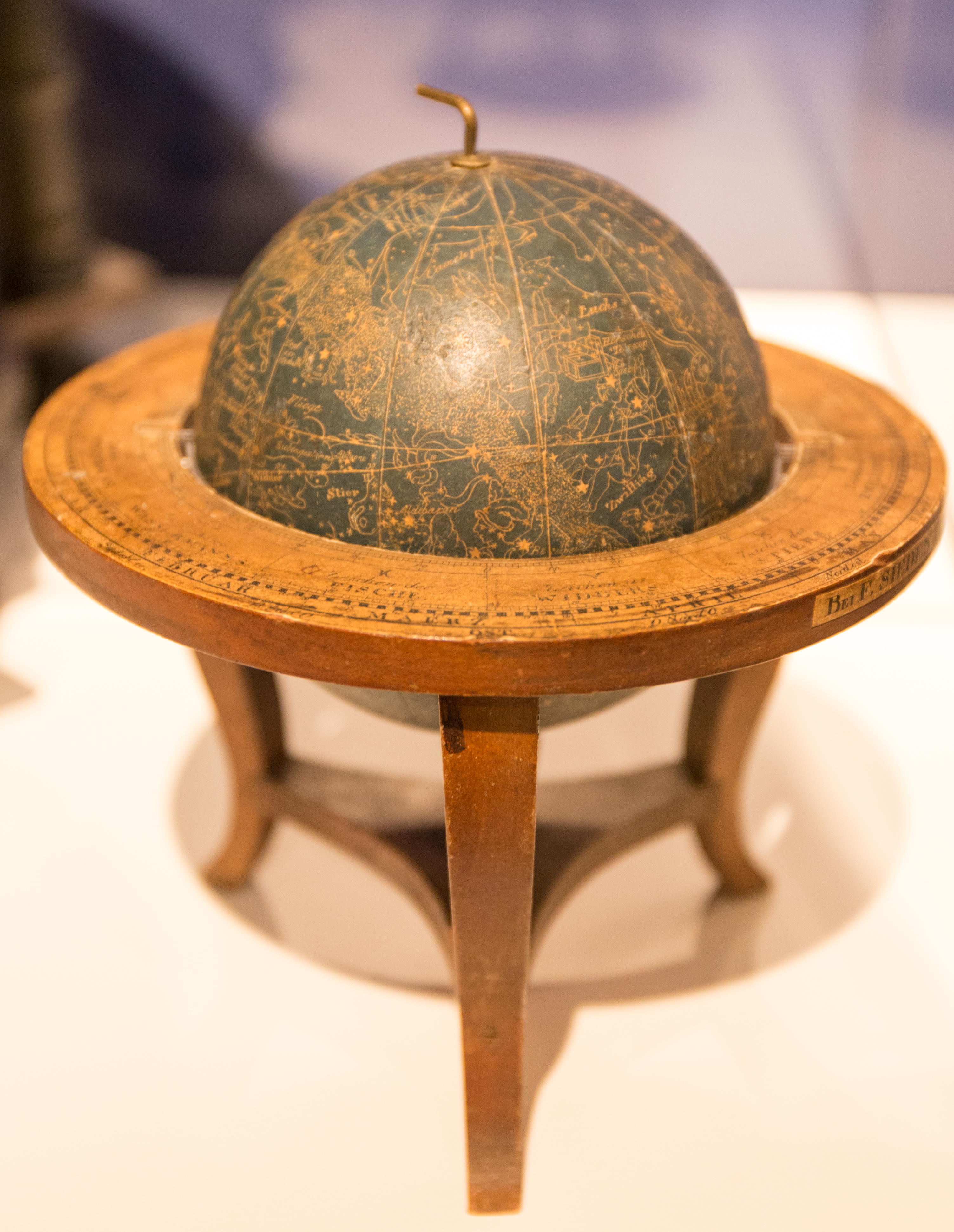
كرة أرضية في معرض متحف Europäischer Kulturen في برلين ، ألمانيا

الكرة الأرضية (بالإنجليزية: Globe)‏ هي مجسم ثلاثي الأبعاد يتم استخدامه كنموذج لكوكب الأرض (الكرة الأرضية أو الكرة الجغرافية) أو أي جرم سماوي كروي آخر مثل الكوكب أو النجم أو القمر. كما قد يشير أيضاً إلى التمثيل الكروي لقبة سماوية، والتي تُظهر المواقع الواضحة للنجوم والكوكبات في السماء (الكُرَة السّماوِيّة).
وتأتي كلمة "globe" من الكلمة اللاتينية globus، والتي تعني الكتلة المستديرة أو كرة. [بحاجة لمصدر]

## الأرضي والكوكبي
الكرة الأرضية هي التمثيل الوحيد للأرض الذي لا يحرف أياً من شكل أو حجم الميزات الكبيرة فيها فيتم إنشاء الخرائط المسطحة باستخدام إسقاط الخرائط الذي ينتج عنه حتماً قدراً متزايداً من التشويه كلما كبر حجم المنطقة التي توضحها الخريطة. ويبلغ المقياس النموذجي للكرة الأرضية تقريباً حوالي 1:40 مليون.
وفي بعض الأحيان، يُظهر نسيج سطح مجسم الكرة الأرضية طبوغرافيا الأرض; وعندها، تكون هذه الارتفاعات ذات حجم مبالغ فيه، أو على النقيض من ذلك فإنها تكون بالكاد مرئية. وتتوفر معظم مجسمات الكرة الأرضية الحديثة وقد طبع عليها خطوط الطول ودوائر العرض، بحيث يمكن للمرء أن يحدد الإحداثيات التقريبية لمكان ما.

## الكرة السماوية

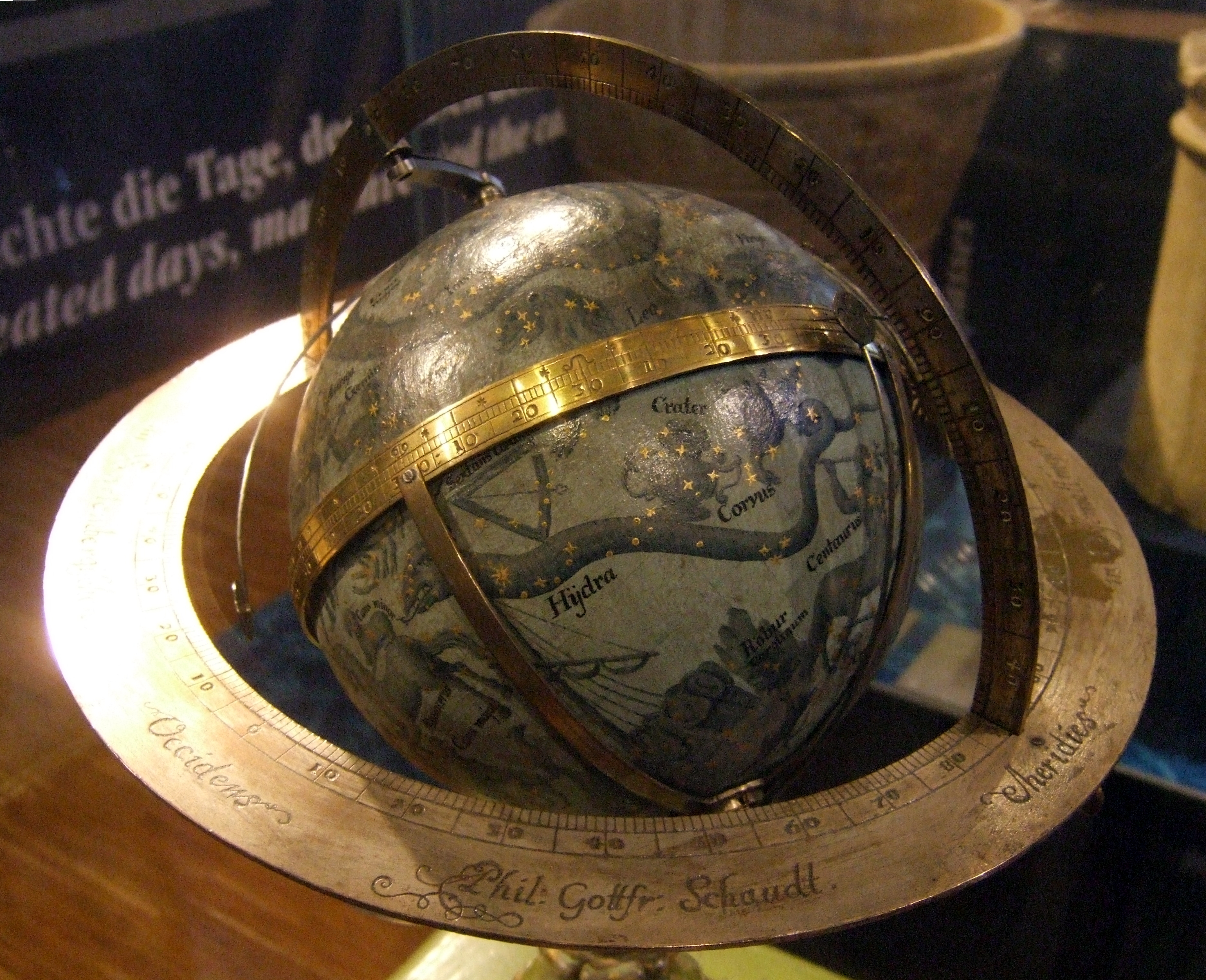
كُرَة سّماوِيّة ألمانية عام 1770

تظهر الكرات السماوية المواقع الظاهرة للنجوم في السماء. وفي هذا المجسم تم حذف الشمس، والقمر والكواكب لأن مواقع تلك الأجسام تختلف نسبة إلى مواقع النجوم، إلا أن مسار الشمس، الذي تسير الشمس طبقًا له، تم تحديده.
تبرز هنا مشكلة محتملة تتعلق «بعدم التَّنَاظِر المِرآتِيّ» للكرات السماوية. فإذا كانت الكرة السماوية قد شُيدت بحيث تكون النجوم في مواقعها التي تشغلها بالفعل في المجال السماوي الخيالي، فعندها سيظهر مجال النجم مقلوبًا على سطح الكرة السماوية (سوف تظهر جميع الكوكبات كأنها صورة لمرآة). وذلك لأن المنظر من الأرض، بحكم موقعها في مركز القبة السماوية، يأتي نتيجة لاستخدام داخل القبة السماوية، في حين أن الكرة السماوية ذاتها تظهر من الخارج. ولهذا السبب، يمكن إنتاج الكرات السماوية في صور مرآة، حتى يمكن أن تظهر الكوكبات على الأقل في «اتجاهها الصحيح». وتعالج بعض الكرات السماوية الحديثة هذه المشكلة بجعل سطح الكرة شفافًا. ويمكن بعد ذلك وضع النجوم في مواقعها الصحيحة ورؤيتها من خلال الكرة، لكي يكون المنظر من داخل القبة السماوية، كما يظهر من الأرض.

## معلومات تاريخية

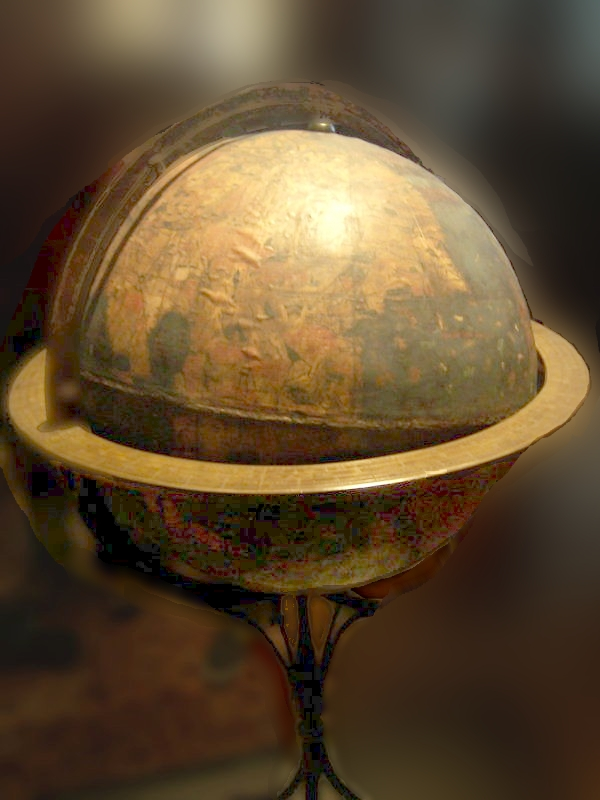
الإردابفيل لمارتن بيهيم، أقدم نماذج الكرة الأرضية الباقية حتى الآن. ولم تكن الأمريكتين قد أدرجتا بعد. 1491-1493. المتحف الوطني الجرماني بنورمبرج

تأسست كروية الأرض ضمن علم الفلك اليوناني في القرن الثالث قبل الميلاد، وخلال هذه الفترة ظهرت أقدم نماذج الكرة الأرضية. وكان أقدم هذه الأمثلة قد بناه كراتس أوف ماليوس (Crates of Mallus) في قيليقية (المعروفة الآن باسم كوكوروفا في تركيا حاليًا), في منتصف القرن الثاني قبل الميلاد.
ولم يصل إلينا أي مجسمات للكرة الأرضية من العصور القديمة أو الوسطى. ومن الأمثلة على الكرات السماوية التي وصلت إلينا، وهي جزء من منحوتات الحضارة الهيلينية، الأطلس الفارنيزي، ليصمد في نسخة رومانية تعود إلى القرن الثاني بعد الميلاد في متحف نابولي الوطني للآثار، بإيطاليا.
شُيدت معظم مجسمات الكرة الأرضية التي تصور العالم القديم في العصر الإسلامي. وطبقًا لديفيد وودورد (David Woodward), فإن أحد نماذج الكرة الأرضية التي قدمت بكين كان قد صنعها عالم الفلك الفارسي، جمال الدين، عام 1267.
في حين أن أقدم نموذج كرة أرضية وصل إلينا هو إردابفيل، الذي أنشأه مارتين بهايم في نورنبرغ، ألمانيا، عام 1492. وقد ظهر مجسم كرة أرضية بطبعات طبق الأصل تُعرض فيه أمريكا على يد مارتن فالدسميلر عام 1507. ومن النماذج المبكرة أيضًا، كرة هانت-لينوكس (Hunt-Lenox), حوالي 1507, ومن المعتقد أن يكون هذا المجسم مصدر العبارة «هنا يوجد التنانين». وقد تم بناء مجسم كرة أرضية «ذات المظهر الحديث» على يد تقي الدين في مرصد تقي الدين باسطنبول خلال فترة سبعينيات القرن السادس عشر.
وقد أظهرت نسبة مرتفعة على غير العادة من إجمالي مجسمات الكرة الأرضية المطروحة في القرن العشرين المدينة الأسترالية بيردوم (Birdum), والتي لم تعد موجودة ولكنها احتلت موقعًا مهمًا عند نهاية سكك حديد شمال أستراليا.
تتضمن الأجهزة الإلكترونية الميكانيكية الموجودة في جلوبس IMP مجسمات كرة أرضية تبلغ خمس إنشات كانت قد استُخدمت في المركبة الفضائية السوفيتية الروسية منذ عام 1961 وحتى 2002 بوصفها ألات ملاحية. وفي عام 2001, استبدلت TMA أحد إصدارات مركبة سويوز (Soyuz) هذه الأداة بـفضاء افتراضي.

## التصنيع
تقليديًا كانت تصنع الكرة الأرضية بلصق ورقة مطبوعة للخريطة على الكرة، والتي تصنع غالبًا من الخشب.
ويتميز النوع الأكثر شيوعًا بوجود أجزاء (شرائط) طويلة رقيقة من الورق تضيق قرب نقطة عند القطبين، وتغطي أقراص صغيرة الأجزاء غير المنتظمة الموجودة عند هذه النقاط. وكلما زادت الشرائط، قلت الحاجة إلى المد والتجعيد، وهو الأمر المطلوب لجعل الخريطة الورقية ملائمة للكرة. ومن المنظور الهندسي، فإن جميع النقاط على الكرة متكافئة؛ فيمكن للمرء اختيار أي نقطة عشوائية على سطح كوكب الأرض، وصنع خريطة ورقية تغطي الكرة الأرضية بشرائط توضع معًا عند تلك النقطة والنقطة القطبية المقابلة.
تصنع مجسمات الكرة الأرضية الحديثة من مادة لدائن حرارية. تطبع أقراص مسطحة بلاستيكية تحتوي على خارطة لأحد نصفي كوكب الأرض. ثم توضع في آلة تقوم بتشكيل القرص وجعله في شكل نصف كروي. ثم يرتبط نصف الكرة بنظيره المقابل مكونًا كرة أرضية كاملة.
تميل الكرة الأرضية عادة بزاوية تبلغ °23,5 على خط الطول. بالإضافة إلى تسهيل استخدام هذا الميل، بالدلالة على زاوية الكوكب نسبة للشمس ومدار الكوكب. وهو ما يجعل من السهل تصور كيفية مرور الـيوم وتعاقب فصول السنة.

## أمثلة بارزة على نماذج الكرة الأرضية
- يونيسفير (Unisphere) في الحي السكني كوينز التابع لمدينة نيويورك، يبلغ قطره 120 قدم (36,6 م)، وهو أكبر مجسم للكرة الأرضية في العالم.
- إرثا [الإنجليزية] (Eartha)، أكبر مجسم دوار للكرة الأرضية في العالم حاليًا (يبلغ قطره 41 قدمًا أو 12 مترًا)، في مقر دي لورم [الإنجليزية] (DeLorme) في يارماوث، مين [الإنجليزية]، مين.
- ماباريوم [الإنجليزية] (Mapparium)، هو مجسم للكرة الأرضية من ثلاثة طوابق، وزجاج ملون في مكتبة ماري بيكر إيدي (Mary Baker Eddy Library) في بوسطن، حيث يمشي الزائرون عبر جسر زجاجي بطول 30-قدم (9.1 م).
- كرة بابسون في وليسلي، ماساشوستس [الإنجليزية]، وهي كرة يبلغ قطرها 26 قدمًا (7.9 أمتار) والتي تدور في الأصل حول محورها وعلى قاعدتها لمحاكاة تعاقب الليل والنهار وفصول العام.
- الكرة الأرضية العملاقة في بهو مبنى ذا نيوز في مدينة نيويورك.
- كرة هتلر، والمعروفة أيضًا باسم كرة الزعيم، وقد تم تسميتها رسميًا كرة كولومبس لقادة الدول والصناعة. وُجدت منه نسختان في حياة هتلر، حيث كان قد تم إنشاؤهما في منتصف ثلاثينيات القرن العشرين بناءً على أوامره. (وفي الإصدار الثاني تغير اسم الحبشة إلى شرق أفريقيا الإيطالية). وقد كانت هذه المجسمات «هائلة» ومكلفة للغاية. وطبقًا لصحيفة نيو يورك تايمز، «فإن كرة كولومبوس الفعلية قد كانت بحجم سيارة الخنفساء، وفي هذا الوقت أكثر تكلفة.» ولا يزال يوجد العديد منها ثلاثة في برلين: إحداها في المعهد الجغرافي، وواحدة في متحف ماركيشيز (Märkisches)، والأخرى في المتحف التاريخي الألماني (Deutsches Historisches Museum). ويوجد في المجسم الأخير ثقب رصاصة سوفيتية تمر خلال ألمانيا. ويحتوي أحد مجسمي المجموعة العامة في ميونخ على ثقب رصاصة أمريكية يمر من خلال ألمانيا. ويوجد العديد منها بملكيات خاصة داخل وخارج ألمانيا. وقد قلد تشارلي تشابلن نسخة أصغر بكثير من كرة هتلر في فيلم الديكتاتور العظيم (فيلم)، وهو فليم إنتاج عام 1940.[8]

## معرض الصور

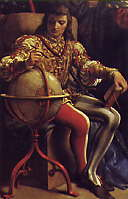
مارتن بيهيم مع الإردابفيل الخاص به
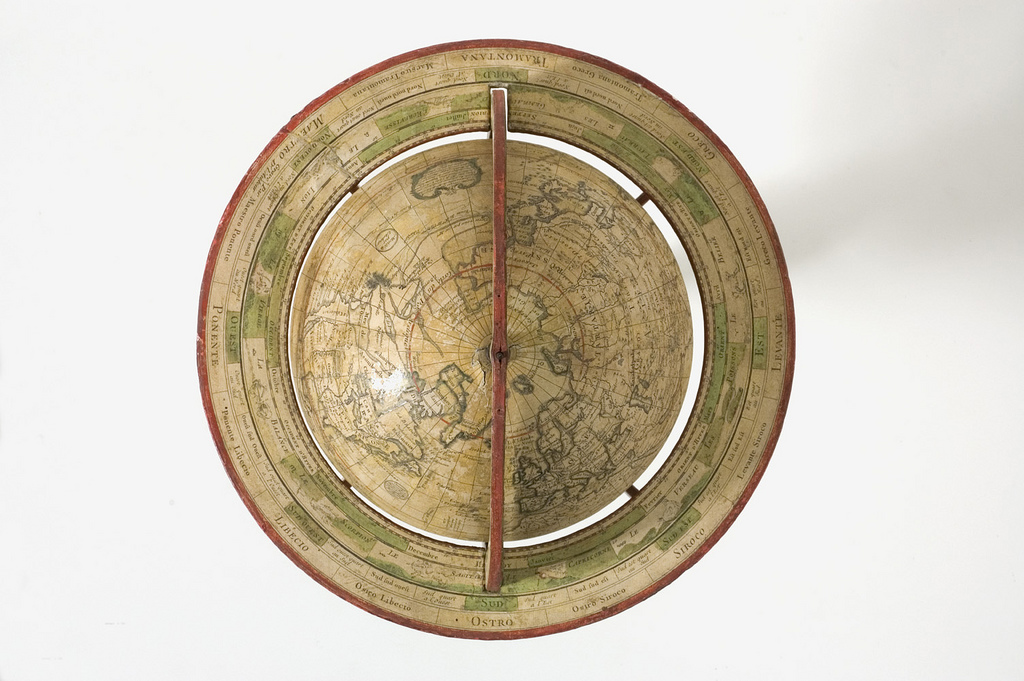
منظر علوي لكرة الجزيرة (l'Isle) عام 1765
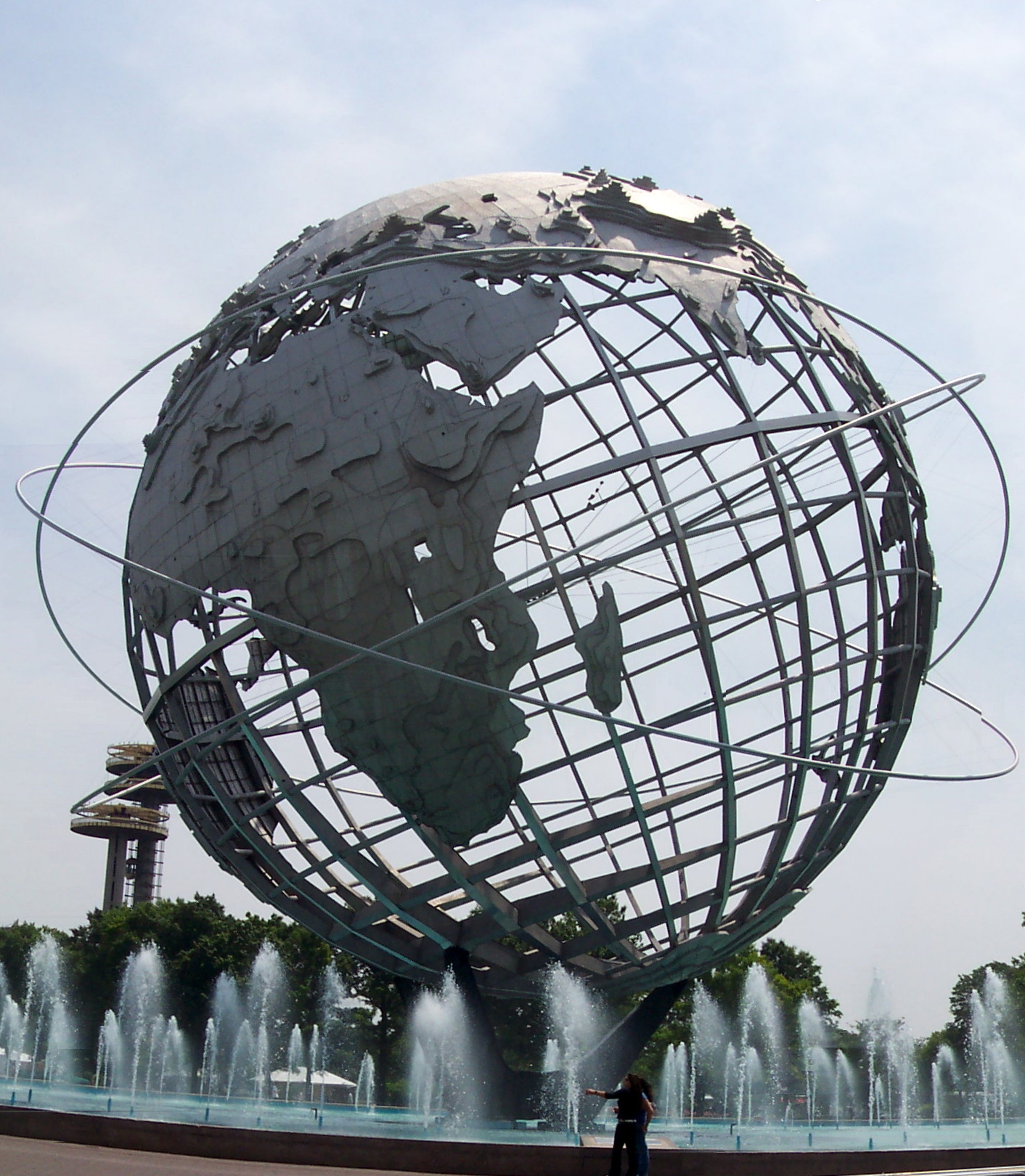
يونيسفير , نسبة إلى "uribe"/Uri Baruchin
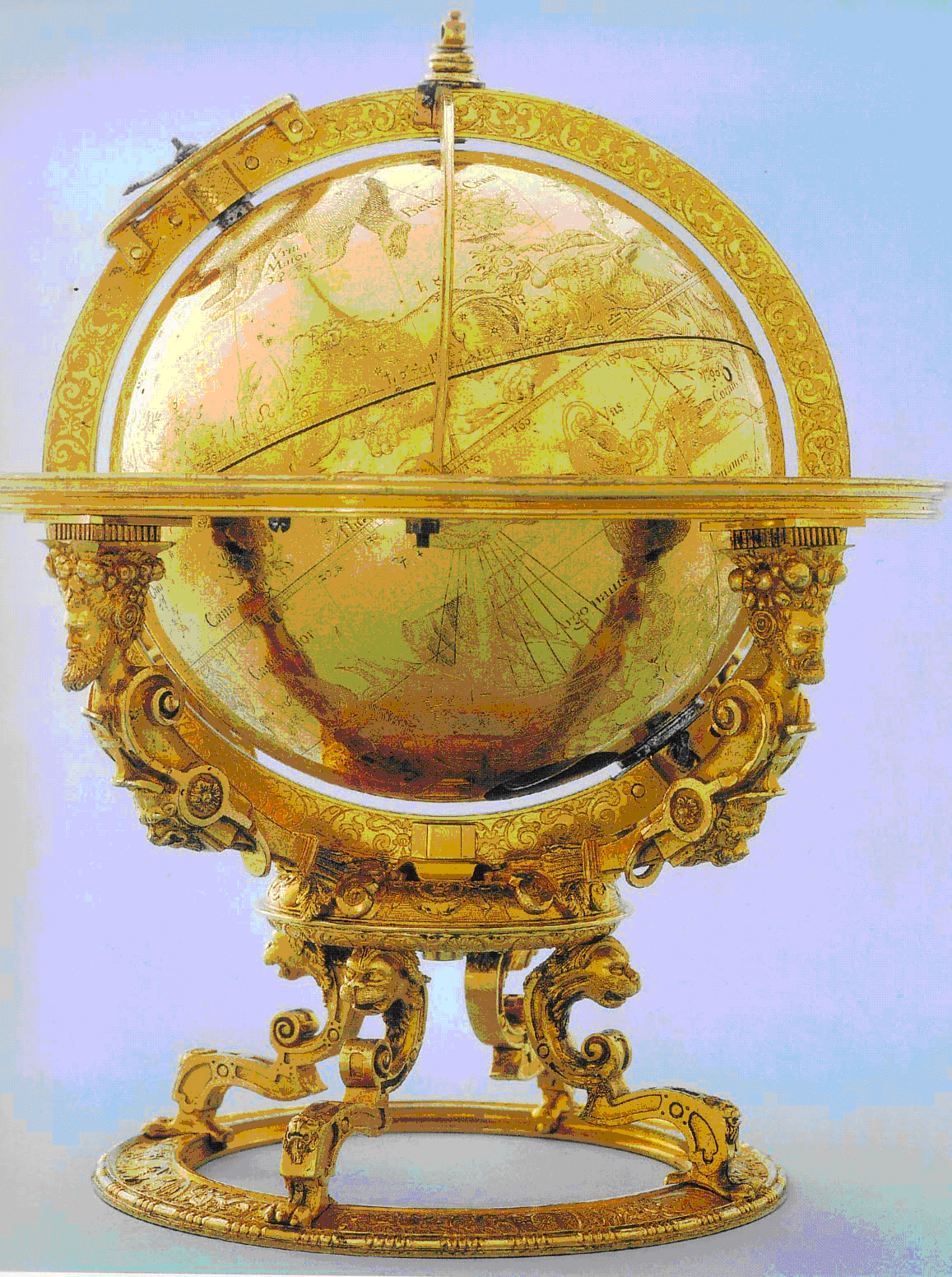
1594, الكرة الآلية السماوية
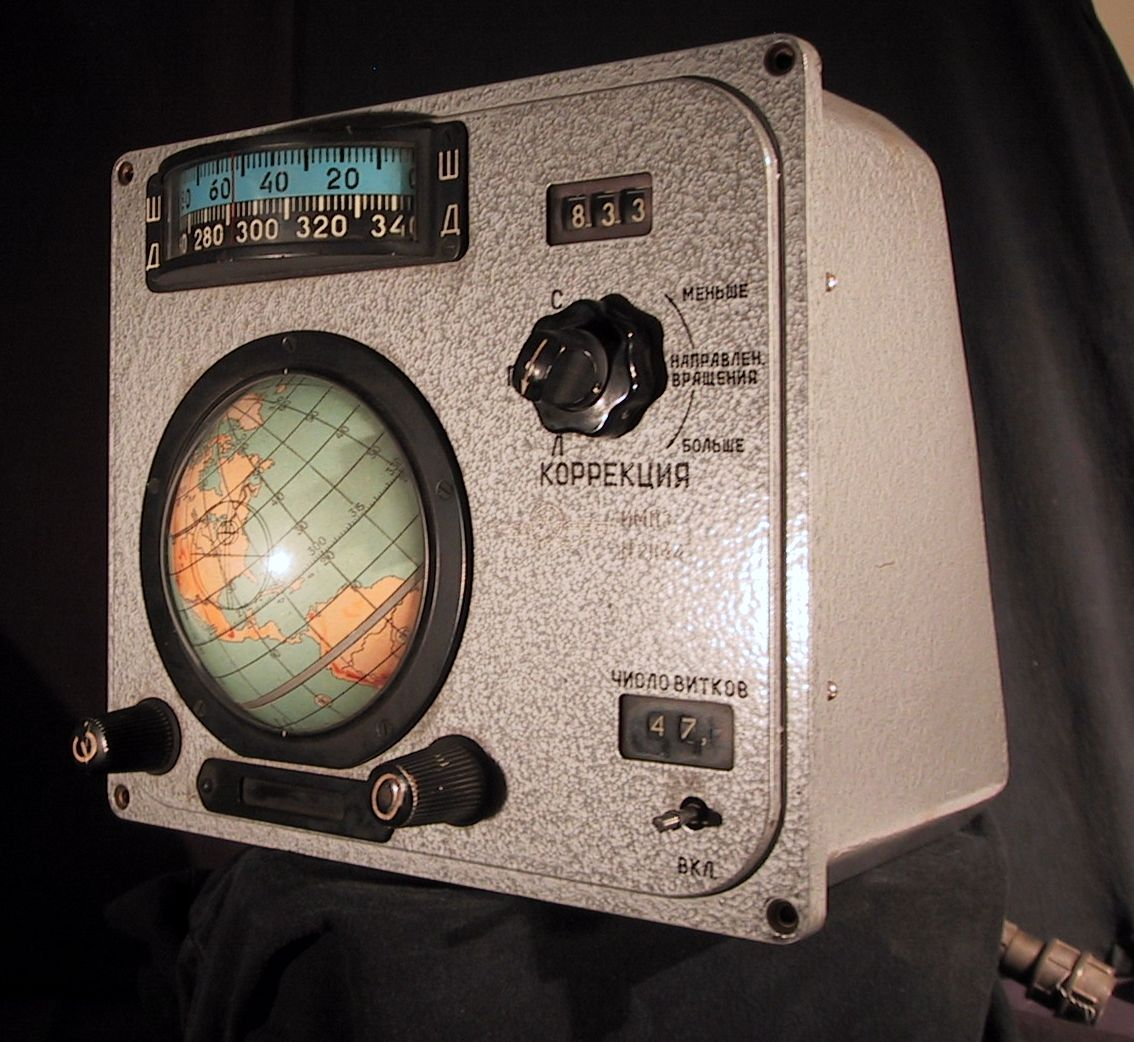
أدوات جلوبس IMP الملاحية من مركبة فوسكود الفضائية.
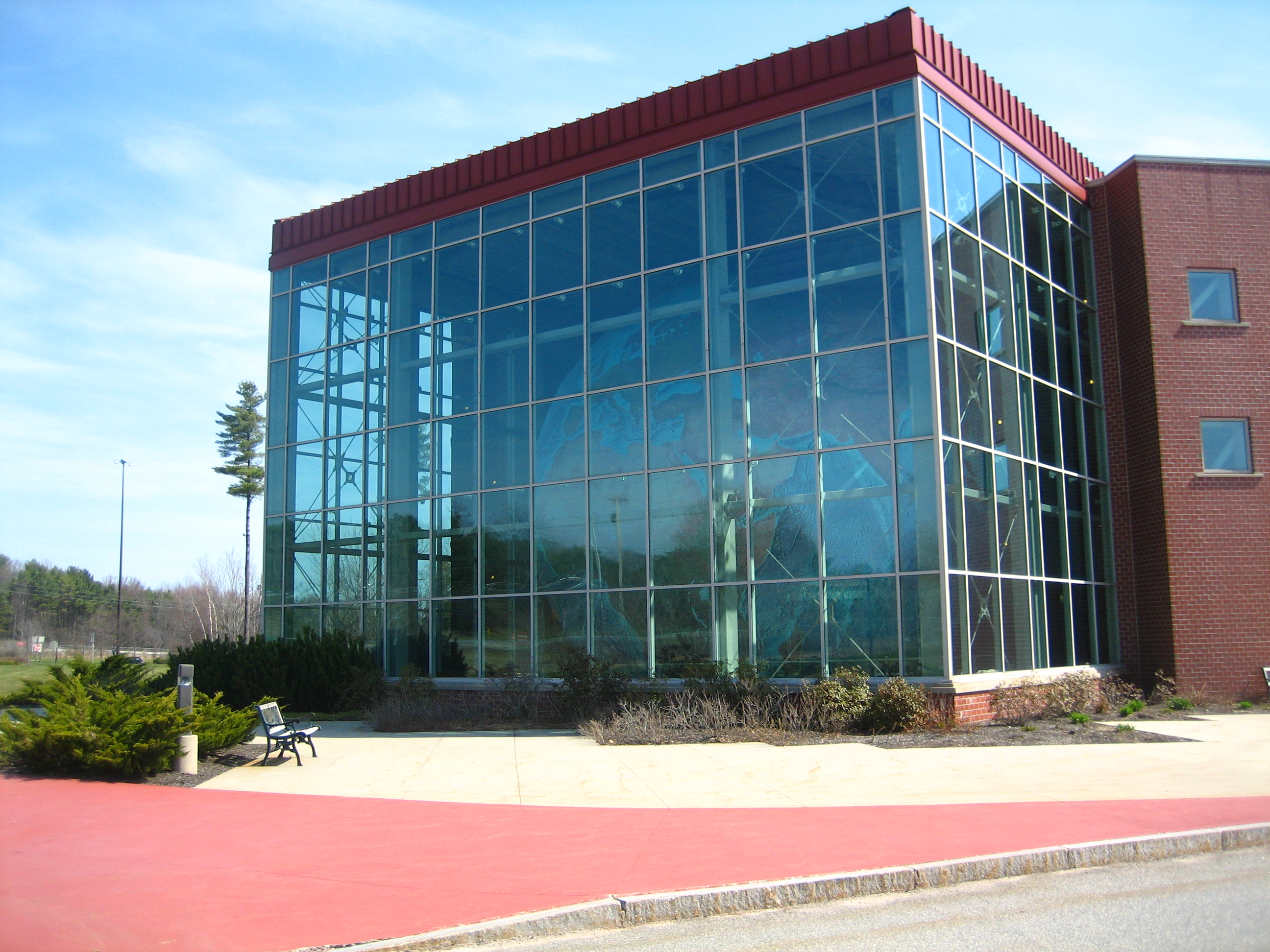
إيرثا, أكبر مجسم دوار للكرة الأرضية في العالم.
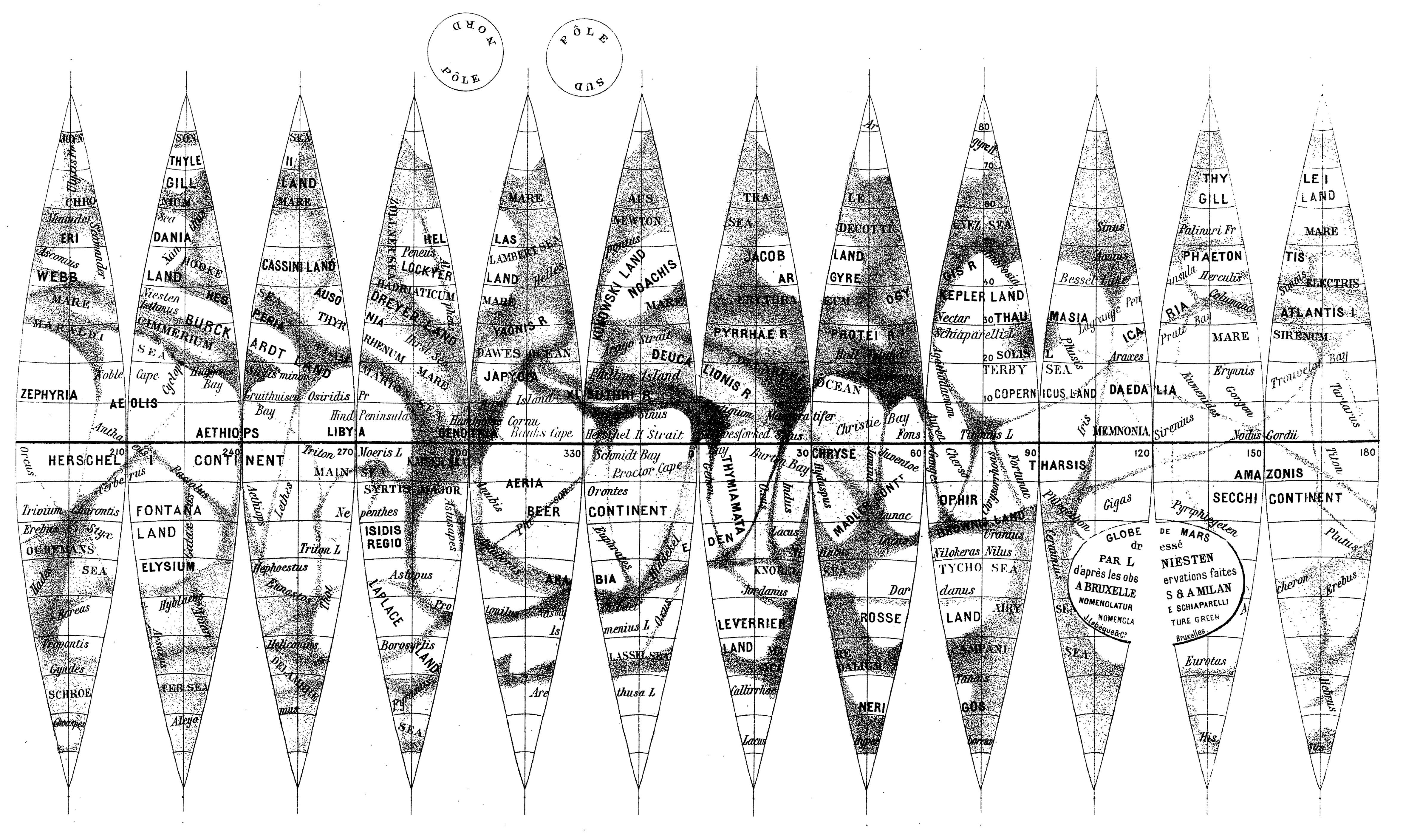
خريطة للمريخ انتشرت تجاريًا في القرن التاسع عشر. مثال على كيفية طباعة الخرائط من أجل طيها حول مجسم الكرة لصنع الكرة الأرضية.
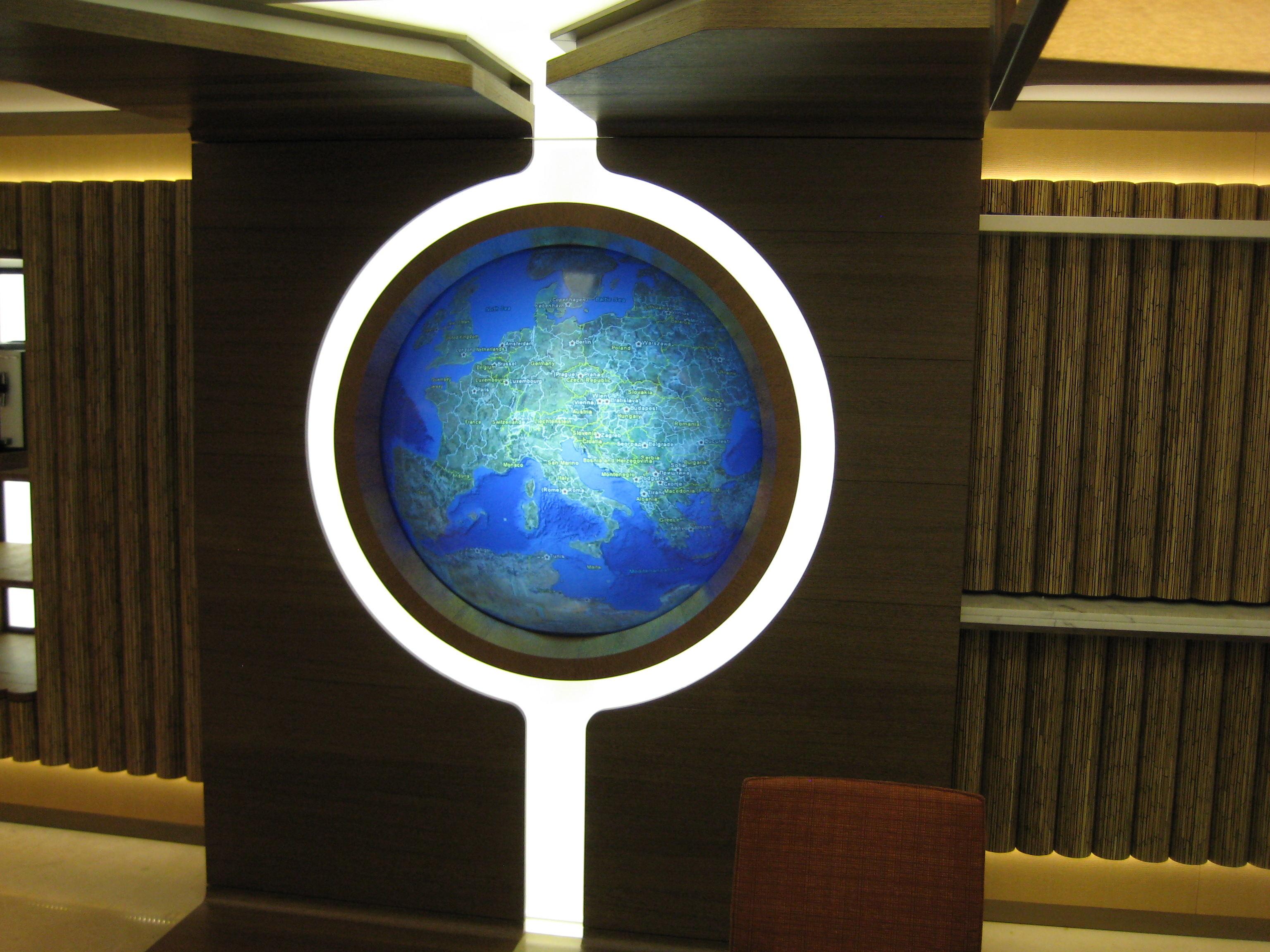
الكرة الأرضية باللمس المتعدد مع وجود EARTH الرقمي معتمدة على برنامج لمس متعدد